# Войчинский, Михаил Иосифович
Михаил Иосифович Войчи́нский (28 сентября 1912 — 1997) — советский электротехник.

## Биография
Родился 28 сентября 1912 года в Санкт-Петербурге. В 1936 году после окончания ЛЭТИ имени В. И. Ульянова (Ленина) по специальности «электровакуумные приборы» он поступил на работу инженером во ВНИИ имени Коминтерна.
М. И. Войчинский в течение более 60 лет работы на предприятии проходит путь от инженера до начальника ведущего отдела предприятия и создает научную школу по разработке и внедрению в производство высоковольтных сильноточных ртутных и тиратронных выпрямителей мощностью до 1000 квт, а также высоковольтных импульсных источников электропитания спецаппаратуры атомной техники.
В 1946 — 1997 годах он ведет большую научно-педагогическую работу, преподает в Государственной Морской Академии имени С. О. Макарова по специальности «электротехнические устройства радиосистем» и «аналого-дискретной схемотехники». Член ученого радиотехнического совета, член смотровой комиссии НТО имени А. С. Попова.

## Награды и премии
- Сталинская премия второй степени (1951) — за создание новой аппаратуры (на Дальнем Востоке, Украине и юге СССР)
- орден Красной Звезды (1943) — за строительство и разработку радиоаппаратуры на самой крупной радиостанции под Куйбышевом (Справочник «Приборостроители России» под редакцией А. И. Мелуа 2001 год, изд. Гуманистика)
- медали
- Почётный радист СССР (1946)